# Críspulo Cabezas
Críspulo Cabezas (Madrid, 20 de julio de 1981) es un actor y cantante español.

## Biografía
Una de sus interpretaciones más conocidas es en Barrio, película de 1998 en la que hace de un chico de un barrio de la periferia de Madrid.
Sus inicios se remontan al grupo juvenil "Trastos" con el que publica varios discos. Junto a la cantante Edurne, una de las integrantes del mismo, recorren programas de televisión y múltiples conciertos hasta 2001, año en el que el grupo se separa.
Cabezas es también conocido en el mundo musical como el Garou. Comienza su carrera junto a Tcap, Mone y Es.T en la formación de hip hop el Eje, desde el lanzamiento de Curriculum (primera maqueta de El Eje) se convierte rápidamente en una figura a recordar en el panorama del reggae español, compartiendo cartel desde sus inicios con artistas de la talla de Morodo o Benjamín. Con el Eje gira por toda España, tras la gran acogida de su primer trabajo, compartiendo cartel con artistas como Violadores del Verso, Rapsus, Klei, Panzers, Frank T, Falsalarma... Al mismo tiempo, comienza su carrera en solitario junto a Unity Sound y La Meka55 donde comienza a perfilar su estilo, que poco a poco se torna más reggae y menos dancehall... En los años posteriores llena su currículo de grandes conciertos (telonero de Earl 16 o las andaluzas Reggaepartees!) y colaboraciones (Full Nelson o La Meka55). Hoy en día recorre el país con numerosos sounds, Unity Sound, Chalice Sound, Pastizal Sound o La Meka55. Actualmente forma parte del grupo de Reggae KIENES SOUND, junto a TCap (Eloy Yebra), kano Sunsay (Javier Cano) y El Chiky (Sergio Campomanes) de POSITIVE VIBZ.

## Filmografía

### Cine
- Planeta 5000 (2020)
- Rec 4 (2014)
- Linko (2009)
- Episodio III - Crónicas de la Vieja República
- Interior noche (2005)
- El mundo alrededor (2005)
- Busco (2005)
- El despropósito (2004)
- ¡Hay motivo! (2004)
- Los perros de Pavlov (2003)
- Nadie conoce a nadie (1999)
- Barrio (1998)

### Televisión
- Los herederos de la tierra (2022)
- Amar es para siempre (2018-2019)
- La catedral del mar (2018)
- Servir y proteger
- Apaches
- Víctor Ros
- Hermanos y detectives
- Quart
- Escuadra hacia la muerte
- Amar en tiempos revueltos
- Génesis: En la mente del asesino
- Cuéntame como pasó
- El comisario
- Policías
- Hospital Central
- Querido maestro
- Hermanas

### Teatro
- Fedra. Dirigida por Luis Luque con texto de Paco Bezerra (2018)
- Trainspotting. Dirigida por Fernando Soto (2017)
- Numancia. Dirigida por Juan Carlos Pérez de la Fuente (2016)
- Málaga, de Lukas Bärfuss, dirigida por Aitana Galán (2012)
- Bacantes, escrita y dirigida por Carlos Alvarez-Ossorio (2012)
- Woyzeck, de Georg Büchner. Dirigida por Gerardo Vera (2011)
- Madre Coraje y sus hijos. Dirigida por Gerardo Vera con texto de Bertolt Brecht (versión de Buero Vallejo) (2010)
- Amor platoúnico. Dirigida por Chusa Martín con texto de David Desola (2009)
- Edipo, una trilogía basada en textos de Sófocles y dirigida por Georges Lavaudant (2009)
- El enemigo de la clase. Dirigida por Marta Angelat con texto de Nigel Williams (2008)
- La buena persona de Sezuan. Dirigida por Lluis Blat con texto de Bertolt Brecht (2006)
- No sé callar cuando sueño. Dirigida por Aitana Galán. Texto original: Luis García-Araus
- La noche del oso. Dirigida por Ernesto Caballero con texto original de Ignacio del Moral.
- La comedia del bebé. Dirigida por Jesús Salgado con texto de Edward Albee.